# 高知県立宿毛高等学校大月分校
高知県立宿毛高等学校大月分校（こうちけんりつ すくもこうとうがっこう おおつきぶんこう）は、高知県幡多郡大月町弘見に所在した公立の高等学校。

## 沿革
- 1960年 - 高知県立幡多農業高等学校の大月分校として開校。農業科を設置。
- 1974年 - 農業科募集停止。新たに高知県立宿毛高等学校の大月分校を開設し、普通科を設置。
- 1976年 - 幡多農大月分校廃止。宿毛高の分校となる。
- 2012年4月 - 生徒募集停止。
- 2014年3月31日 - 閉校。

## 設置学科
- 普通科

## 部活動
- 野球・バレーボール・バドミントン・卓球
- 情報（パソコン）・茶華道・書道・調理
- ストリートダンス部

どの部も少人数ながら野球部は県大会ベスト8に入ったこともあった。
ストリートダンス部は、24時間テレビダンス甲子園で四国勢では初となる事前予選突破し東京までスタジオロケに行った。

## イベント
- 学園祭「秋桜祭」

クラスによる模擬店や展示、PTAや同窓会による出し物などが行われる。また幡多農高からポニーもやってくる。

## 周辺
- 大月町役場
- 大月町立大月中学校
- 大月町立弘見小学校
- 大月町立図書館
- 大月郵便局